# Шрёдль, Антон
Шрёдль, Антон (нем. Anton Schrödl, 19 февраля 1820, Швехат — 5 июля 1906, Вена) — австрийский художник.
В 1833—1835 гг. учился в Венской академии изящных искусств. Его учителем был художник Себастьян Вегмейер. Какое-то время Шрёдль работал в Вене как литограф. Позднее работал как художник-анималист. Особенно часто он изображал овец. Среди его учеников был художник-анималист и пейзажист Г. Ранцони. Работал Шрёдль также в жанре натюрморта. Создавал интерьеры. Оформлял парки венских аристократов и банкиров. Принимал участие в устройстве венского зоопарка. В целях изучения природы Шрёдль совершил поездки в Австрийские Альпы, Венгрию, Словакию, Германию, Италию и Францию. Умер в июле 1906 года в Вене.